# 深圳大学校友列表
本列表收录在深圳大学学习过的知名人物。列表将人物粗分为数大类，并遵循各类人物不重叠的原则进行编辑。根据《深圳大学章程》第八十一条，深圳大学校友包括曾经在本校学习、工作过的人士。

## 工商、财经界
- 李敏—83国际金融，江苏银行深圳分行行长
- 周海江—83财会，红豆集团董事长、总裁
- 高洪兴—83干修财政金融，华林证券有限责任公司董事长、总裁
- 陈文生—83英语，深圳市欧美商务服务有限公司总裁，深圳马哥孛罗好日子酒店董事长
- 谭玉林—83法律，深圳市盛金创业投资发展有限公司副总经理
- 李广韬—83建筑，广州益武国际展览有限公司董事总经理
- 谭晓辉—83企业管理，正中高尔夫球会总经理
- 曾宇华—83经济，东莞市富邦环境科技有限公司董事总经理
- 刘思河—84法律，深圳怡兴通贸易有限公司董事长、总经理
- 林培汉—84国际金融，正中置业集团董事、副总裁
- 罗锦潮—84企业管理，北京清河湾国际高尔夫建设管理有限公司董事总经理，中国高尔夫球协会场地委员会副主任
- 区绮文—84中文、传播，玛莎国际美容集团董事长，深圳市同心俱乐部秘书长
- 贲悦—84国际金融，鹏元资信评估有限公司总裁
- 周彤—84建筑，深圳市信城不动产公司董事长，原深圳万科房地产有限公司总经理
- 陈永雄—84企业管理，美国Naturalstar.Inc董事长
- 陈广瑜—84企业管理，深圳市格利特电子有限公司董事长
- 温乃粘—84电子，原中国移动通信集团广东有限公司副总经理
- 黄子良—84中文，东莞市新华广告有限公司董事总经理
- 吴辉—84建筑，广州凯华城房地产开发有限公司副总经理
- 梁芷媚—84中文，广州市景道管理顾问有限公司总经理，资深企业咨询顾问，知名培训师，专栏作家
- 梁海伦—84中文，东莞市新华广告有限公司副经理
- 方文权—84工管，天大集团董事长，天大药业（珠海）有限公司总经理
- 梁光伟—85电子技术与计算机专业，原深圳华强集团有限公司董事长、总裁
- 杨植文—85法律，深圳市汇富达国际贸易有限公司董事长
- 邓学勤—85工民建，正中置业集团董事长、总裁，深圳科兴生物工程有限公司董事长
- 陈治海—85企业管，深圳市富通实业有限公司董事长、总裁
- 高洪星—85财政金融，香港卫视传媒集团董事局主席
- 陈怀德—85企业管理，月朗国际董事长，中国扶贫开发协会副会长
- 饶江山—85企业管理，深圳市瑞福德集团有限公司总裁
- 曾永明—85金融贸易，深圳市世纪海景游艇会董事总经理
- 张明—85金融贸易，中国银行股份有限公司深圳分行龙岗支行副行长
- 詹兆强—85中文，深圳市爱心报亭服务有限公司总经理
- 黄醒光—85国际金融，深圳市醒记餐饮有限公司董事总经理
- 郑康豪—86企业管理，皇庭集团董事长，深圳市总商会副会长
- 安子—86中文，深圳市安子企业管理咨询有限公司总裁，深圳市安子新家政董事长
- 黄贺明—86企业管理，陕西捷瑞钢结构制造工程有限责任公司董事长
- 陈志坚—86计算机，南海市腾航贸易有限公司董事长
- 陈汝明—86应用物理，贝纳化电国际有限公司董事总经理，深圳市恒泰富电子有限公司董事长
- 张玉强—86精密机械，石家庄福润新技术有限公司总经理，深圳大学北京地区校友分会副会长
- 马仲康—86企业管理，中国信达资产管理股份有限公司高级经理、律师、企业法律顾问
- 王宇彪—86物理，深圳市国内银行同业公会秘书长
- 王志雄—86国际贸易，兆恒集团副总裁
- 梁镇城—86企业管理，深圳大学资产经营管理公司
- 陈璇强—86经济，上海银行深圳分行副行长
- 史玉柱—86软科学管理（研），巨人投资有限公司董事長、总裁
- 冼燃—87工业设计，广州毅昌科技有限公司董事长，中国改革开放30年十大创新人物
- 冯炼华—87企业管理，香港定基投资有限公司董事总经理
- 罗昉—87经济，深圳市碧丽福实业有限公司董事长
- 李毅—87精密机械，深圳市创益科技发展有限公司董事长
- 周国辉—87计算机，深圳市怡亚通供应链股份有限公司董事长
- 宋金红—87财会，深圳市大观广告有限公司董事长
- 李志洪—87国际贸易，深圳市创益科技发展有限公司副总经理
- 张前—87应用物理，深圳博宇仪器有限公司总经理，深圳爱科学数码有限公司董事长
- 谢燕雄—87应用化学，扬光油墨董事长
- 罗峥—87国际金融，深圳市欧萌服装有限公司总经理、总设计师
- 屠红燕—88企业管理，浙江万事利集团董事局执行主席
- 陈昳茹—88应用数学，深圳市方中天网络技术有限公司董事长、总经理
- 倪潮锋—88英语，深圳市再丰电子工具有限公司董事长，深圳市潮商小额贷款公司常务副总经理、深圳市前海汇融丰资产管理公司董事长
- 廖伟良—88国际金融，深圳市华之粹生态科技有限公司董事长
- 陈金培—88电子工程，深圳市富通实业有限公司总裁
- 杨坚伟—88国际金融，深圳市区域经济促进会副秘书长，深圳市聚成文化产业投资有限公司董事长
- 余清风—88英语，深圳市好阳光国际旅行社董事长
- 凌国庆—89国际贸易，百合世纪集团董事总经理
- 马化腾—89计算机，腾讯公司主要创始人之一，董事会主席兼首席执行官
- 陈一丹—89应用化学，腾讯公司主要创始人之一，终身荣誉顾问，腾讯公益慈善基金会发起人兼荣誉理事长，陈一丹基金会发起人
- 张志东—89计算机，腾讯公司主要创始人之一，高级执行副总裁兼首席技术官
- 许晨晔—89计算机，腾讯公司主要创始人之一，高级执行副总裁兼首席信息官
- 张劲—89金融，雪松控股集团有限公司董事局主席
- 徐国胜—89工商管理，兆恒集团董事长、总裁
- 肖阳—89应用化学，珠海飞扬化工有限公司董事长，深圳市石油化工行业协会副会长
- 王维科—89中文，中信银行深圳分行投资银行部总经理
- 周玮—89英语，深圳至祥置业公司董事总经理
- 李书福—90年代，夜校，吉利集团创始人、董事长
- 李奕标—90工民建，深圳市海岸投资集团有限公司董事长
- 曾湃—90国际贸易，华润金控党委书记、董事长
- 杨涛—90英语，深圳杨涛翻译公司IntLingo(Hong Kong)Limited总裁
- 陈耿—90法律、国际金融，国泰君安证券股份有限公司总裁
- 张英飚—90国际金融，景泰利丰资产管理有限公司董事长
- 张晓蕾—90精密机械，渣打银行（中国）有限公司行长、总裁
- 张育彪—91企业管理，深圳市南岭股份合作公司董事长、南岭村党委书记
- 吕志道—91艺术设计，北京永一格文旅创意产业集团董事长
- 李向平—91应用数学，深圳市龙岗区平南机械有限公司总经理，深圳第五位登顶珠穆朗玛峰的人
- 黄舜—91数学（原深圳师专），深圳邦德文化发展有限公司执行董事
- 曾浩—91自动化，深圳雷柏科技股份有限公司董事长
- 王卓坤—92应用数学，深圳市立禾国际货代有限公司总经理
- 孟晚舟—93会计，华为副董事长兼首席财务官
- 舒益波—93设计，深圳市华融创新投资股份有限公司董事长
- 林振雄—93兰开夏电子工程，深圳联合金融服务集团有限公司副总裁
- 叶庆斌—93行政管理，深圳市达美广告有限公司董事长
- 黄永权—94化学，深圳市高德信通信股份有限公司创始人、总经理
- 冯俊秋—94自动化，深圳市矽伟智科技有限公司总经理
- 林戈—95行政管理，浙江隆凯实业有限公司董事总经理
- 刘颖聪—95经济信息，深圳交易集团有限公司罗湖分公司总经理
- 潘海飞—96管理工程，深圳市海石集团有限公司董事长
- 麦剑聪—96光电子技术，深圳市思奥特光电技术有限公司总经理
- 张志子—96经济信息，深圳市天安科技有限公司总经理
- 张凯生—97经济信息，深圳市爱的家具有限公司董事长
- 赵锴昌—99行政管理，百合世纪集团副总经理
- 杨剑锋—99自动化，招商银行深圳分行福华支行个人理财部主任
- 付强—99广告，深圳市华阅文化传媒有限公司CEO，骅威股份深圳市第一波网络科技有限公司CEO
- 杜建设—00材料工程，通标标准技术服务有限公司深圳分公司高级主管
- 王永权—00成教香港班，亚太资源有限公司非执行董事及审计委员会主席
- 林文建—01计算机，深圳港智联房地产开发有限公司总经理
- 陈雄—01通讯工程，融智达网络科技深圳有限公司市场总监
- 关少婉—02数学与应用数学，华为科技有限公司产品经理
- 周忠伟—03物理电子，创维液晶器件（深圳）有限公司副经理
- 张亚东—03在职MBA，深圳市宝鼎威物流有限公司总经理
- 王蕊—04传播，深圳市益田假日广场有限公司招商经理
- 巫华斌—04电子科学，深圳腾讯科技有限公司从事游戏策划工作
- 刘伟光—04国际贸易，佛山市帝商家居用品有限公司董事长
- 余晓曦—05传播，深圳市阿基米创意广告有限公司总经理
- 吴怡沅—05传播，惠州市博中育教育发展有限公司董事长，保利学校董事长
- 罗德锋—05数学与应用数学，深圳市中科新业信息科技发展有限公司项目经理
- 叶珂—10表演（播音与主持），深圳市可心嘉禾科技有限公司董事长、深圳市女企业家商会理事
- 吕丰堂—在职MBA，深圳市八达物流股份有限公司总经理
- 何毅强—在职MBA，裕亨国际实业有限公司董事长
- 路海峻—在职MBA，深圳市锐拓灯饰照明有限公司董事长
- 万飞—在职MBA，深圳市力百加环保科技有限公司总经理
- 张丽华—在职MBA，深圳蓝韵医疗集团大客户部总监

## 政界

### 政府公务员
- 林少兵—84法律，前法官，深圳市坪山区人大常委会副主任
- 王殿甲—85企业管理，深圳市龙华区委常委，龙华区人民政府副区长
- 邱金平—85中文，原深圳市城管局办公室主任，广东省作协会员、深圳作协理事
- 钟礼银—85中文（原深圳师专），深圳市民政局慈善事业促进和社会工作处二级调研员
- 吴志刚—86工民建，原中共东莞市委秘书长
- 潘文新—86中文，原深圳市文体旅游局文化产业发展处副处长
- 黄险峰—86法律，深圳市南山区政协副主席
- 朱廷峰—87英语，原深圳市政府副秘书长
- 陈海新—87财税，原国家税务总局深圳市税务局党委委员、副局长
- 罗育德—89应用电子技术，中共深圳市委军民融合发展委员会办公室主任
- 姚文胜—90法律，南方科技大学党委副书记、纪委书记
- 李成都—90法律，中共阳江市委常委、纪委书记、监察委员会主任
- 林钊—91法律，深圳市公安局指挥部副指挥长
- 陈宇纲—91企业管理，深圳市市场监督管理局质量处处长
- 曾德溪—92应用化学，深圳特警五大队副大队长，曾先后前往海地、西非利比里亚执行联合国维和行动
- 李卓文—95电子工程，深圳市深汕特别合作区党工委副书记
- 管伟—96中文，原肇庆市人民政府副市长
- 李威—97中文教育，中共深圳市委社会工作部副部长
- 李志东—98中文，中共深圳市福田区委常委，福田区政府常务副区长
- 蔡淡宏—03法学，深圳市南山区人民政府副区长

### 法官与检察官
- 戴伟群—86法律，前国家三级高级法官，深圳市罗湖区基层人民法院前任副院长

## 专业界

### 律师界
- 庄家紫—84法律，北京市中伦金通律师事务所深圳分所合伙人、律师，仲裁员
- 叶振宏—86企业管理，广东中全律师事务所主任
- 黄海升—87法律，广东瑞霆律师事务所合伙人、律师
- 许灵—北京市中伦金通律师事务所深圳分所合伙人、律师，曾担任深圳电视台“法庭直击”节目主持
- 薛冰—02法律，北京市汉坤律师事务所律师

### 会计界
- 马洪—85企业管理，深圳马洪会计师事务所所长
- 党卫—87财会，中国水电建设集团路桥工程有限公司总会计师

### 医学界
- 李博—98生物科学，深圳市南山区卫生健康局党组成员，南方科技大学医院党委书记

### 建筑、测量及都市规划界
- 李贯东—85建筑，东莞市华林景观建设有限公司董事总经理、景观建筑师
- 陈展辉—87建筑，上海马达思班建筑设计事务所执行合伙人
- 张之扬—88建筑，深圳市局内设计咨询有限公司总经理
- 祝晓峰—89建筑，上海山水秀建筑事务所董事长兼设计总监
- 黄剑锋—93建筑，瑞典（SED）新西林园林景观有限公司总经理
- 張梓良—12土木工程，美國 MCShane Construction Company 項目經理

## 社会服务、文化、教育及体育界

### 文艺界
- 何牧—85会计，“中国新人类”代表作家、中国经济研究会工程师、记者、投资顾问等
- 布咏涛—85中文，香港诗人
- 史光柱—86中文，一级战斗英雄，作家
- 欧宁—89中文，艺术家，2009年深圳香港城市建筑双城双年展总策展人
- 郑学华—91艺术设计，深圳市包装行业协会设计专业委员会主席
- 郁秀—93中文，作家，深圳市作家协会副主席
- 朱德才—93工业设计，深圳市英途社文化传播有限公司总经理，原深圳市平面设计师协会主席
- 冯志锋—94服装设计，朗图创意体董事长，深圳市平面设计协会副主席
- 黄泷—96美术，艺术家，深圳22艺术区与深圳画廊的发起人之一
- 林培源—07中文，上海最世文化发展有限公司签约作家

### 传媒演艺界
- 欧阳奋强—87成教导演，导演、演员
- 张前—88成教导演，导演，执导《亮剑》
- 高明洁—深圳电台飞扬971主持人，《快乐反斗星》的“粉粉”
- 徐冬梅—96表演，深圳电台快乐1062主持人
- 胡丹—01音乐，现代小提琴演奏家
- 张博洋—07社会学，脱口秀演员
- 栗璐雅—08英语，第26届世界大学生夏季运动会“追风大运之星”（礼仪）选拔赛冠军
- 溫心—09表演，演员
- 莫诗旎—10汉语言文学，演员、歌手
- 七朵组合—中国风女子组合
- 王尼玛—第五代，《暴走漫画》官方主编，《暴走大事件》主持人
- 李迪（唐马儒）—前《暴走大事件》主创
- 易嘉爱—13音乐表演，中国大陆偶像组合SNH48成员
- 章乐韵—13表演，演员、模特
- 陈哲远—14表演，演员
- 伍珂玥—17流行音乐，《2021中国好声音》冠军
- 谢蕾蕾—19表演，中国大陆偶像组合GNZ48成员
- 蔡子伊—19工商管理，《2022中国好声音》亚军
- 陈彦川—又称屠夫阿川，斗鱼dota2著名主播、HX战队创始人
- 垫底辣孩—网络红人

### 学术界
- 李泳梅—86应用物理，深圳大学人文学院副教授
- 李伟文—87工民建，深圳大学土木与交通工程学院教授
- 宋彦—89建筑，美国北卡罗莱纳大学城市与区域规划系终身教授
- 陆新之—89国际金融，财经书籍出版人、地产商业观察家
- 钟中—91建筑，深圳大学建筑与城市规划学院教授
- 薛兆丰—91应用数学，著名经济学者，资深专栏作家
- 王斌—95广告，中央民族大学新闻与传播学院副教授
- 齐砺杰—94法律，深圳大学法学院副教授
- 侯兴泉—99中文教育，暨南大学文学院教授
- 许圳杰—99生物技术，西湖大学生命科学学院研究员
- 田晓萍—99英语、法学，深圳大学法学院副教授
- 卢惠辉—00电子科学与技术，暨南大学光电工程系教授
- 张淑钿—02法学（研），深圳大学法学院副教授
- 黄振宇—03土木工程，深圳大学土木与交通工程学院副教授
- 武红磊—04物理电子学（研），深圳大学物理与光电工程学院副院长，副教授
- 张红云—04细胞生物学（研），华大基因交付中心总监、深圳华大临床检验中心主任、基因组学副研究员
- 周游—05法律，中央财经大学法学院副教授
- 王孟成—07心理学（研），广州大学教育学院心理系副教授
- 王威廉—09计算机，加利福尼亞大學聖塔芭芭拉分校助理教授

### 教育界
- 王志忠—86应用化学，深圳大学后勤保障部主任
- 梁群—86中文，曾任深圳大学党委宣传部副部长、校团委书记，中国搜狐登山队队员，世界第一个登上珠穆朗玛峰的汉族女子
- 马文泽—86法律，深圳大学学生部副主任
- 刘军山—88应用物理，深圳大学医学部党委书记
- 何军—90工业设计，深圳大学管理学院党委书记
- 周小茜—92国际金融，深圳大学后勤保障部党委书记
- 赵大宇—92企业管理，深圳技术大学党政办公室主任
- 何燕辉—92数学（原深圳师专），深圳大学校友联络部主任
- 张剑滨—93中文，深圳大学艺术学部党委书记
- 阮彬—93法律，深圳大学丽湖校区管理办公室主任
- 陈树森—96数学教育，深圳市光明区公明第一小学校长
- 陈海平—96数学教育，深圳大学附属教育集团后海小学校长
- 邱建—97机电，深圳技术大学图书馆副馆长
- 周许龙—97数学教育，深圳市龙岗区平湖实验学校副校长
- 范永泉—98中文教育，深圳外国语学校（集团）校长
- 谢业周—98数学教育，深圳市龙华区清泉外国语学校校长
- 李宝培—韩国留学生，深圳技术大学外国语学院高级讲师
- 钟波涛—00建筑（研），深圳大学建筑与城市规划学院党委书记
- 曾静泉—00数学教育，深圳市宝安区桥头学校副校长
- 花晶晶—01舞蹈编导，深圳中学舞蹈团团长，舞蹈教师

### 体育界
- 廖一臻—99高尔夫，高尔夫国际裁判，中润投资管理有限公司执行董事
- 陈翠婷—91国际金融，前国家体操集训队成员，曾获世界、亚洲体操冠军
- 郭跃—09运动训练，乒乓球运动员，前国家队成员
- 范瑛—09运动训练，乒乓球运动员，前国家队成员
- 杨扬—09运动训练，乒乓球运动员，前国家队成员
- 陈佩娜—11运动训练，帆板运动员，国家队成员
- 陈梦—12运动训练，乒乓球运动员
- 孙颖莎—12运动训练，乒乓球运动员
- 王艺迪—乒乓球运动员
- 李佳燚—乒乓球运动员
- 李昊桐—16运动训练，高尔夫球运动员
- 周睿羊—16运动训练，围棋棋手
- 唐韦星—16运动训练，围棋棋手
- 杨浚瑄—20运动训练，游泳运动员
- 汤慕涵—20运动训练，游泳运动员

## 其他
- 陈锦花—04法学，活跃于志愿服务，曾获得深圳五星级义工、深圳市红十字会优秀志愿工作者、深圳市百名优秀义工等称号